# Муріно
Му́ріно (рос. Мурино, можливо, від фін. Muurola) — місто у Всеволожському районі Ленінградської області, адміністративний центр Мурінського сільського поселення. Розташоване на межі Санкт-Петербурга і Ленінградської області.
Чисельність населення Муріно згідно перепису 2002 року становила 5 тисяч осіб, на 2007 рік — 4958 осіб, на 1 січня 2009 року — 5235 осіб, а на 2022 — 89636 осіб, що зробило Муріно найбільшим містом Ленінградської області.
Є важливим транспортним вузлом. В селищі розташовані:
- станція метро «Дев'яткіно» Петербурзького метрополітену;
- станція Дев'яткіно лінії Санкт-Петербург — Кузнєчноє Октябрської залізниці;
- міжміський автовокзал «Сєвєрний» ВАТ «Леноблпассажиравтотранс».

## Історія
Муріно було засноване на початку XVIII ст. переселенцями з Муромського повіту. В 1712 році село Муріно було подаровано Петром I барону П. П. Шафірову. Після відправлення Шафірова на заслання в 1723 році землі були передані в казну, а потім — генерал-майору І. Д. Дмітрієву-Мамонову. З 1749 по 1917 саме село та обширні навколишні землі належали графам Воронцовим. В 1843 році по ініціативі князя М. С. Воронцова село стало місцем своєрідного експерименту по відміні кріпацької залежності.
В Муріно збереглась і сьогодні діє православна церква Святої Великомучениці Катерини (1790, архітектор Н. А. Львов). Недалеко від неї на Кооперативній вулиці знаходиться Мурінське кладовище.
15 квітня 2019 року Муріно стало містом.

## Топоніми, які відносяться до Муріно
Від назви населеного пункту отримав свою назву Мурінський струмок (він є фактичною межею між північною і південною частинами новобудов Калінінського району Санкт-Петербурга).
В 1887 році були також затверджені назви 1-го Мурінського і 2-го Мурінського проспектів. Вони знаходяться досить далеко від самого Муріно (в районі станцій метро «Лісова» та "Площі Мужності "), проте їх назви пов'язані з колишньою Великою Мурінською дорогою, яка вела до Муріно.